# EMakhazeni
eMakhazeni, bis 2009 Belfast, ist eine Stadt in der südafrikanischen Provinz Mpumalanga. Sie ist Verwaltungssitz der Gemeinde Emakhazeni im Distrikt Nkangala.

## Geographie
2011 lebten 4466 Einwohner in der Stadt. Westlich liegt das Township Siyathuthuka, nordwestlich der Belfast Dam. eMakhazeni zählt zu den höchstgelegenen Städten Südafrikas. Es liegt in den nördlichen Ausläufern der Drakensberge westlich von Eswatini. Aufgrund der Höhenlage gehört es zu den kältesten Städten Südafrikas.

## Geschichte
Der Ort wurde 1890 auf der Farm Tweefontein gegründet und nach Belfast benannt, der Heimatstadt des Ladenbesitzers Richard Charles O’Neill. 1894 war eine erste, provisorische Kirche errichtet worden; im selben Jahr erreichte auch die Eisenbahn den Ort. Im Zweiten Burenkrieg fanden um Belfast herum mehrere Gefechte statt, unter anderem am Monument Hill am Stadtrand. Während des Krieges errichteten Briten in der Stadt ein Konzentrationslager.
In eMakhazeni gibt es die älteste Eukalyptus-Plantage Südafrika.
2009 wurde die Stadt in eMakhazeni umbenannt.

## Wirtschaft und Verkehr
Haupteinnahmequelle ist die Landwirtschaft, vor allem die Schafzucht und Milchwirtschaft, aber auch Maisanbau und die Produktion von Tulpenzwiebeln für den Export. Daneben werden Steinkohle und schwarzer Naturstein abgebaut.
Knapp südlich von eMakhazeni verläuft die National Route 4, die unter anderem Middelburg und Mbombela verbindet. Die R33 führt im rechten Winkel dazu durch die Stadt, sie verbindet eMakhazeni mit Groblersdal im Nordwesten und Carolina im Südosten. Die R540 zweigt Richtung Nordosten ab und führt nach Mashishing.
Im Südosten der Stadt liegt ein Bahnhof der Strecke Pretoria–Maputo, der im Güterverkehr bedient wird. Richtung Norden führt eine Stichstrecke nach Mashishing und Steelpoort, die ebenfalls Güterverkehr aufweist. Der Belfast Airport (ICAO-Code FABH) wird nicht im Linienverkehr genutzt.